# Saux-et-Pomarède
Saux-et-Pomarède là một xã thuộc tỉnh Haute-Garonne trong vùng Occitanie tây nam nước Pháp. Xã này nằm ở khu vực có độ cao trung bình 372 mét trên mực nước biển.